# Francesco Ricci Bitti
Francesco Ricci Bitti (Faenza, 15 gennaio 1942) è un dirigente d'azienda, dirigente sportivo ed ex tennista italiano.

## Biografia
Dopo aver conseguito la laurea in ingegneria elettronica presso l'Università di Bologna ha lavorato per più di 30 anni per imprese attive nel campo dell'informazione, della tecnologia e della comunicazione, arrivando a ricoprire alti incarichi nei consigli di amministrazione di importanti aziende quali Philips, Olivetti, Alcatel e Telecom Italia.
A livello sportivo è stato membro della squadra nazionale juniores (1960) e ha vinto i Campionati universitari nel 1962, 1964 e 1965. Ha giocato nel circuito internazionale tra il 1964 e il 1971. Nel 1981 è stato campione italiano nel doppio misto.
Ha cominciato la sua esperienza dirigenziale sportiva già negli anni settanta, all'interno della Federazione Internazionale Tennis e della Federazione Europea di Tennis (di cui è diventato presidente nel 1993). Nel 1997 è stato eletto presidente della Federazione Italiana di Tennis, continuando a conservare l'incarico a livello europeo. Nel 1999 è stato eletto presidente della Federazione Internazionale di Tennis (ITF) e, poco dopo, si è dimesso dagli altri due incarichi. Nel 2006 è stato cooptato all'interno del Comitato Olimpico Internazionale.
Nel 1996 Ricci Bitti è stato premiato con la Stella d'oro al merito sportivo, nel 2016 gli è stato conferito il Collare d'oro al merito sportivo. Nel settembre 2015 ha lasciato la presidenza dell'ITF al neoeletto David Haggerty.
Nel 2012 è stato eletto presidente dell'Associazione delle Federazioni degli Sport Olimpici Estivi (ASOIF), succedendo allo svizzero Denis Oswald. Nel 2016 ha ottenuto il secondo mandato e nel 2020 il terzo.